# Hadewijch

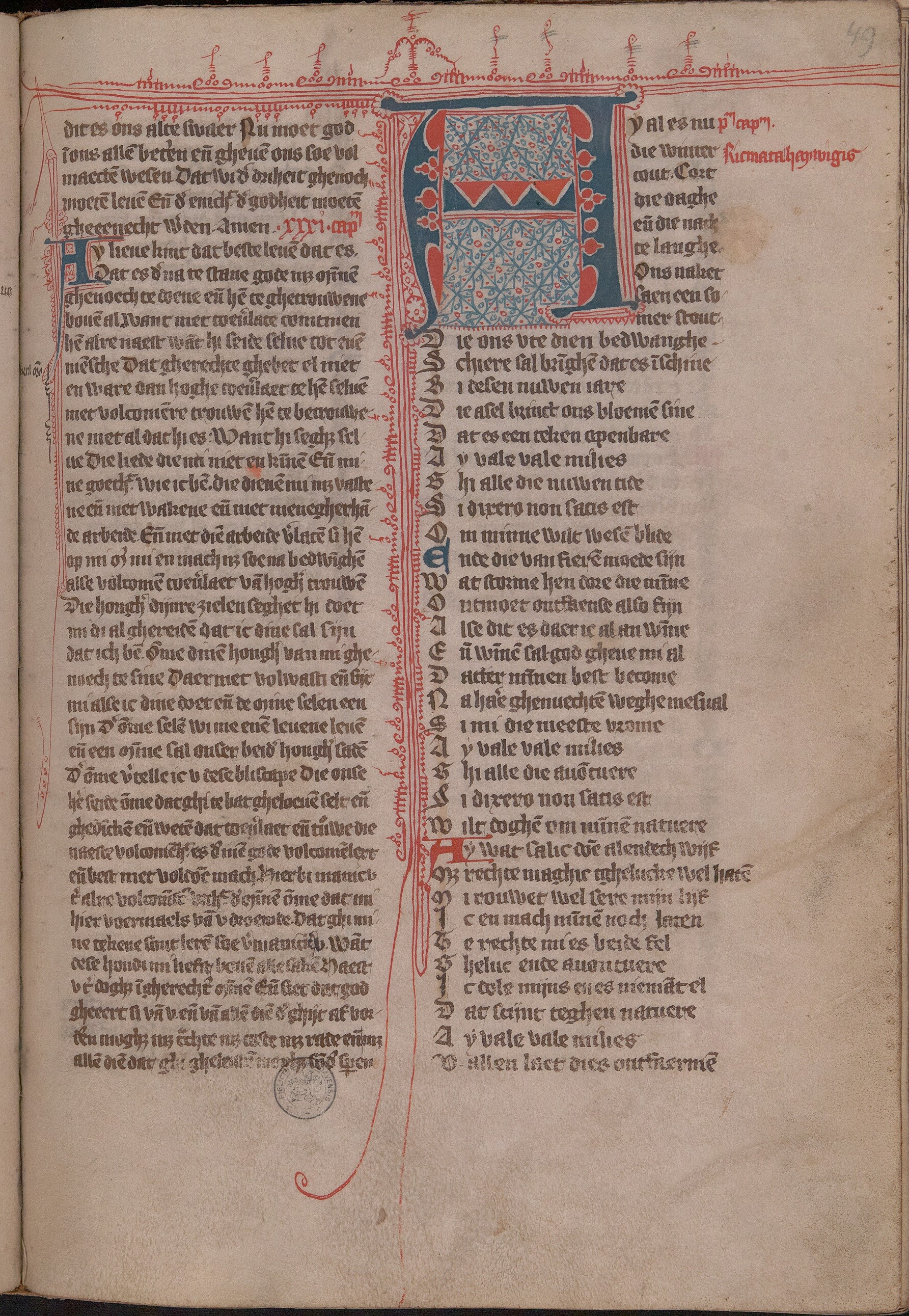
Hadewijch műveinek egyik középkori kézirata

Hadewijch (Antwerpen, 1200 körül – Antwerpen, 1260 körül) középkori németalföldi keresztény misztikus írónő.

## Élete
Hadewijch életéről szinte semmit sem tudni néhány adaton kívül. Műveinek genti kéziratában neve B(eata) Hadewigis de Antwerpiaként szerepel, azonban a mai kutatások nagyban valószínűsítik, hogy nem Antwerpenben működött. Egy 14. század végi könyvtárkatalógus Hadewijchként jelöli meg.

## Művei
Műveit több évszázadnyi lappangás után 1838-ban fedezte fel Franz-Joseph Mone a Brüsszeli Királyi Könyvtár két kéziratában. Később előkerült műveinek a harmadik, genti kézirata is. Hadewijch személyét mind a mai napig találgatások övezik, talán egy apáca vagy begina lehetett. Némelyek megpróbálták azonosítani Aymiéres apáca főnökasszonnyal (megh. 1248), mások Heilwigis Bloemarts brüsszeli beginával (megh. 1336) – egyelőre sikertelenül. Jozef van Mierlo jezsuita szerzetes az 1930-as években Hadewijch egyik látomásának függelékében szereplő Tökéletesek lajstroma alapján Hadewijchet Robert le Bougre domonkos-rendi inkvizítor kortársává teszi. Robert le Bougre az 1230-as években működött.
Hadewijchnek és 14 látomása, a látomások függelékeként szereplő Tökéletesek lajstroma, 31 prózai és 16 verses levele, illetve 45 verse ismeretes.

## Magyarul megjelent művei
- Hadewijch; bev., levelek ford., jegyz. Daróczi Anikó, látomások ford., jegyz., kommentár Balogh Tamás; ELTE Néderlandisztikai Központ, Budapest, 2000 (Néderlandisztikai füzetek)
- A lélek nyelvén (ford. Balogh Tamás, Daróczi Anikó, Beney Zsuzsa), Szent István Társulat, Budapest, 2005 (Középkori keresztény írók), ISBN 9789633613979, 278 p.
- Dalok; szerk. Weerle Fraeters, Frank Willaert, Louis Peter Grijp, ford. Daróczi Anikó, Rakovszky Zsuzsa; KRE–L'Harmattan, Budapest, 2016 (Károli könyvek. Műfordítás, forrás)